# Gyergyószék
Gyergyószék a történelmi Székelyföld egyik fiúszéke volt, mely a 15. század elején különült el Csíkszéken belül annak északi részén. Székhelye Gyergyószentmiklós volt. A hagyomány egykor Gyergyóországként is emlegette.
Gyergyószék részleges különállása 1870-ig tartott, amikor a székely székek belső közigazgatását a vármegyékével azonossá tették és így valamennyi fiúszék megszűnt. Az 1876-os megyerendezés során az addigi Csíkszék változatlan területtel, tehát Gyergyó- és Kászonszéket is magába foglalva alakult át Csík vármegyévé.
Jelenleg az egykori szék területe nagyrészt Hargita megyéhez tartozik.

## Látnivalók

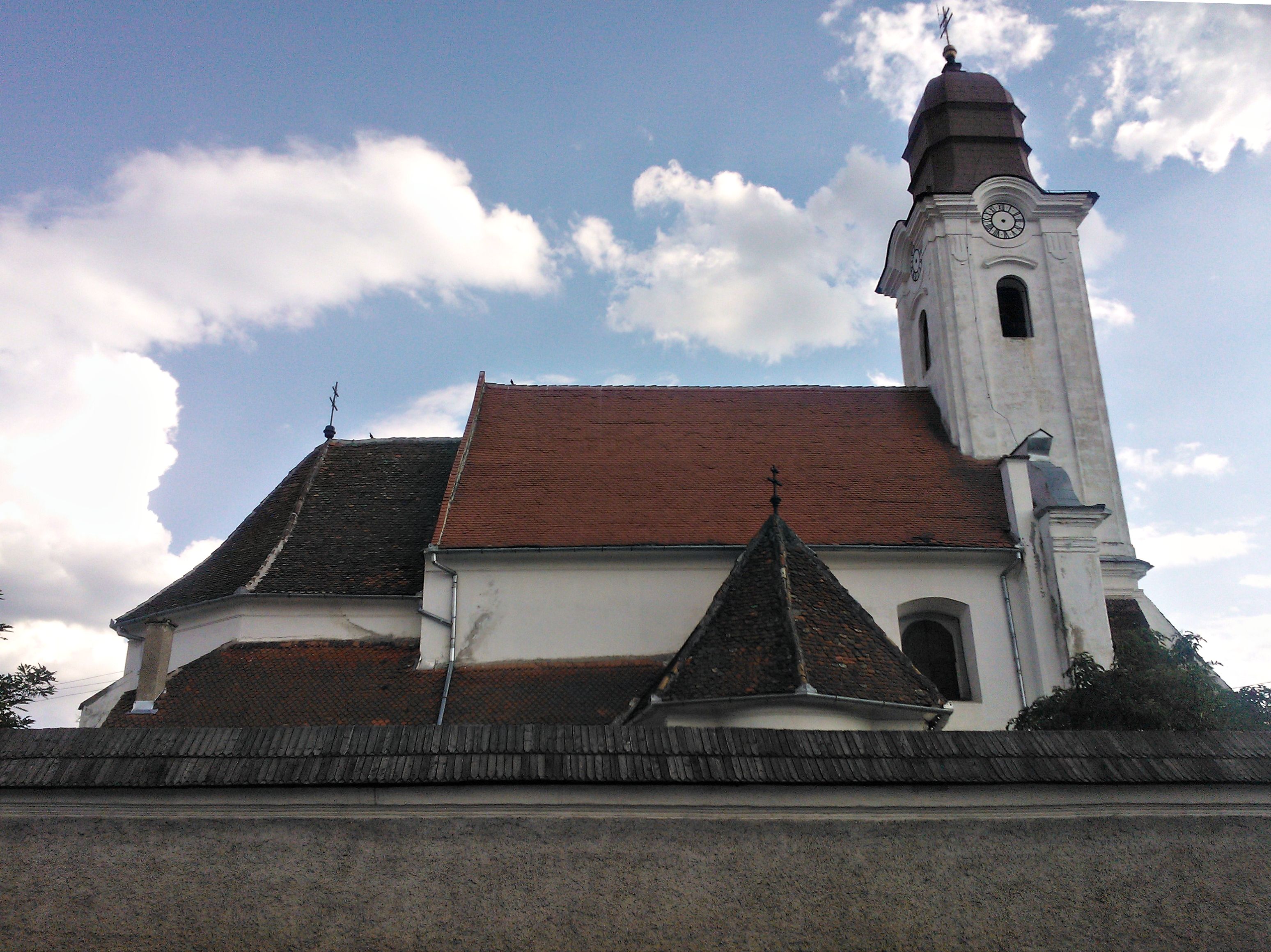
Gyergyószentmiklósi örmény templom
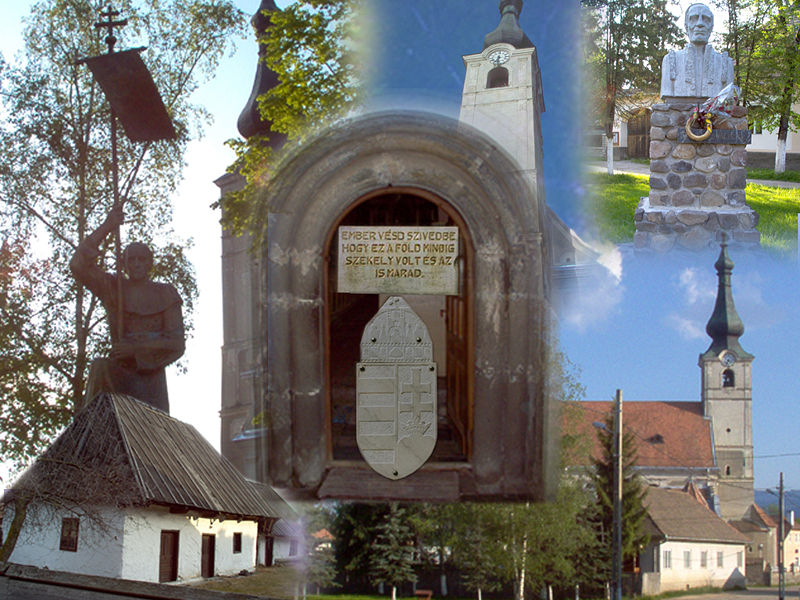
Gyergyóalfalu látnivalói
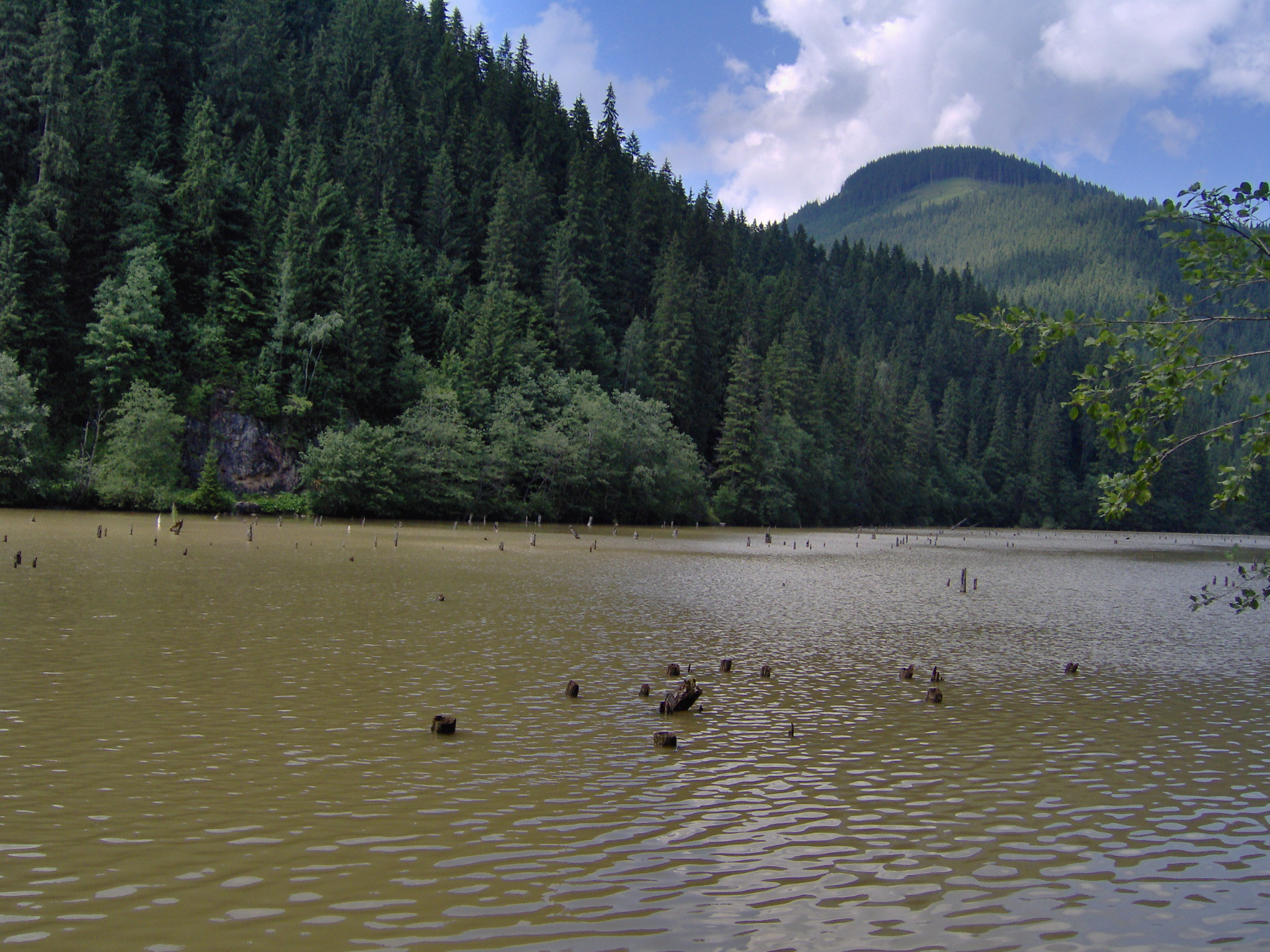
A Gyilkos-tó